# Проб
Марк Аврелий Проб (лат. Marcus Aurelius Probus), более известный в римской историографии как Проб, — римский император, правивший в 276—282 годах.
Проб происходил из Паннонии. Он служил в римской армии в правление Валериана, Галлиена, Клавдия II и Аврелиана. Будучи военачальником на Востоке, после смерти Тацита Проб был провозглашён императором солдатами. Родственник Тацита, Марк Анний Флориан, захвативший власть, вскоре был убит своими подчинёнными. После признания сенатом Проб взялся за оборону границ империи. В 277—278 годах были разгромлены франки, бургунды, алеманны, вандалы, вторгшиеся в Галлию и Иллирик. Был наведён порядок в восточных провинциях. Вслед за тем быстро были разбиты Юлий Сатурнин в Сирии и узурпаторы Прокул и Боноз в Галлии. Для заселения опустошённых пограничных провинций в 279 году Проб расселил в Мёзии и Фракии множество варваров. Кроме того, он отменил запрет на виноградарство вне пределов Италии. В 282 году император был убит в Сирмии во время солдатского мятежа.
Проб носил следующие победные титулы: «Готский» — с 277 года, «Германский Величайший», «Готский Величайший», «Парфянский Величайший» и «Персидский Величайший» — с 279 года. Власть народного трибуна получал семь раз: в июле и 10 декабря 276 года, а затем ежегодно 10 декабря.

## Историография и источники
Отправной точкой при изучении периода правления императора Проба по-прежнему остаётся вышедшая в 1909 году монография Эриха Даннхаузера «Untersuchungen zur Geschichte des Kaisers Probus (276—282)», которая вплоть до начала XX века оставалась крупнейшим и всеобъемлющим исследованием времени этого правителя на немецком языке. По сути, данная монография представляет собой комментарий к биографии Проба из «Истории Августов». Заслуга Даннхаузера состоит в том, что он подверг содержащиеся в «Истории Августов» сведения критической проверке в свете других источников и имевшихся на тот момент исследований. Изданное в 1952 году исследование итальянского историка Джованни Витуччи «L’Imperatore Probo» и неопубликованная диссертация Мирона Лео Кеннеди «The Reign of the Emperor Probus 276—282 A.D» продолжили начатую Даннхаузером работу. Их вклад в изучение правления Проба заключается в привлечении большего количества источников, которые расширяют информацию античных трудов: надписей, папирусов, монет и частично данных археологических раскопок. В ограниченной степени они уже использовались Даннхаузером, но к середине XX века стали широко применяться в различного рода исторических исследованиях. Привлекая эти источники, историкам удалось в большей мере раскрыть различные аспекты истории правления Проба: администрацию, экономику, религию и т. д. Хотя изучение правления Проба не прекращалось, отдельных монографий, посвящённых ему не выходило. Только в 2003 году была опубликована работа Джеральда Крейхера «Der Kaiser Marcus Aurelius Probus und seine Zeit».
Правление Проба продлилось дольше правления Аврелиана и имеет практически такое же значение для восстановления Римской империи после кризиса III века, однако описание событий 276—282 годов и политики Проба в источниках страдает неполнотой и неточностью. Наиболее надёжной работой является труд византийского историка конца V века Зосима «Новая история», но он обрывается посреди описания правления Проба как раз в тот момент, когда Зосим собирается приступить к оценке деятельности Проба. Его дополняет и в основном повторяет другой византийский историк — Иоанн Зонара. Из грекоязычных историков также необходимо упомянуть Иоанна Малалу, Петра Патрикия и Иоанна Антиохийского. Среди латинских источников в первую очередь следует отметить написанную Флавием Вописком Сиракузянином биографию Проба в составе сборника императорских жизнеописаний «История Августов». В своём труде Вописк цитирует многочисленные письма, архивные свидетельства, надписи, приводит подробности различных событий. Но тем не менее, тщательный анализ «Истории Августов» показал, что большинство упоминаемых в ней документов являются вымышленными. Помимо этого, сведения о правлении и личности Проба содержатся в трудах Аврелия Виктора, Псевдо-Аврелия Виктора, Евтропия и Павла Орозия. Они подтверждают некоторые факты из работ Зосима и Вописка, но не все из них, и хотя согласны друг с другом в отдельных моментах, каждый из них передаёт различные истории или детали, которые встречаются только в их трудах. Помимо нарративных источников, необходимо также подчеркнуть важное значение сведений, которые содержатся в текстах папирусов и надписях.

## Происхождение и карьера

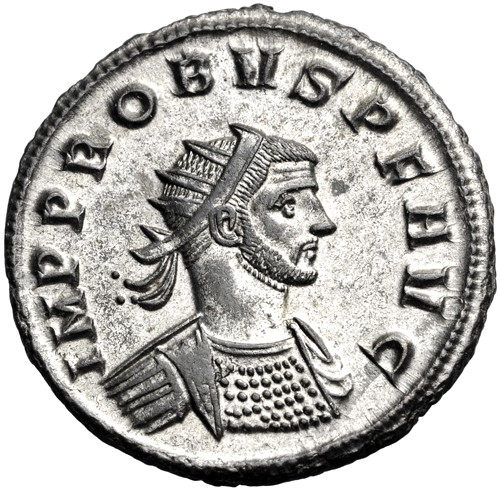
Антониниан с портретом Проба

Будущий император Марк Аврелий Проб родился в нижнепаннонском городе Сирмий 19 августа 232 года. Кем был его отец, окончательно не выяснено. Так, по свидетельству Псевдо-Аврелия Виктора, отцом Проба был занимавшийся разведением садов крестьянин по имени Далмаций. Если это действительно так, то Проб мог находиться в каком-то родстве с Констанцием Хлором, сын которого также носил имя Далмаций. Но, возможно, при написании своего труда автор «Эпитомы» допустил ошибку и на самом деле имел ввиду, что Проб происходил из Далмации или служил в далматской кавалерии. У Флавия Вописка приводятся более подробные сведения о семье Проба. Согласно его рассказу, отцом Проба был некий Максим, служивший центурионом и завершивший карьеру званием трибуна. После выхода в отставку он поселился в Египте, где и скончался. По мнению М. Гранта, отец Проба мог быть мелким государственным чиновником. Говоря о матери императора, античный историк подчёркивает, что она была более знатного происхождения, чем его отец. Предположительно, сведения о матери Проба могут быть ложными, и сообщением о её более высоком положении Флавий Вописк хотел скрыть свою собственную неосведомлённость в данном вопросе. Имущество, доставшееся Пробу по наследству, было скромное, а его родственники не занимали крупных должностей. Акты святых содержат упоминания, что некоторые родственники Проба исповедовали христианство и имели высокое положение в приходах. Флавий Вописк также рассказывает, что в неких трудах он находил сведения о родстве Проба с императором Клавдием II Готским, а сестру Проба в этих работах называют Клавдией. Однако, по всей видимости, эти данные являются вымыслом с целью показать Проба родственником прославленного императора, с которым позже роднил себя Константин I Великий. С той же целью приводятся свидетельства, будто бы он носил номен Валерий, что не подтверждается другими источниками. У Псевдо-Аврелия Виктора рассказывается о прозвище Проба Эквиций, которое также упоминается в некоторых надписях на монетах, отчеканенных в Риме и Тарраконе. Есть предположение, что детство Проба прошло в Египте, где он, будучи уже императором, вёл обширные строительные работы.
Трудно восстановить карьеру Проба до того, как он стал императором, из-за ненадёжных сведений «Истории Августов», которые в большинстве своём являются вымышленными. По всей видимости, он вступил в ряды римской армии в качестве простого солдата в 249 году при Деции Траяне, когда велась тяжелейшая война с готами. Учитывая характер информации «Истории Августов», можно однозначно утверждать только то, что Проб продолжил службу при последующих императорах вплоть до Аврелиана. Конечно, карьера Проба в «Истории Августов» могла быть вымышлена, но тем не менее нет никаких оснований сомневаться, что он сделал карьеру, аналогичную описанной в этом источнике. Как рассказывает Флавий Вописк, в правление Валериана I (предположительно, около 253 года), будучи «безбородым юношей», Проб получил звание трибуна якобы за свою телесную силу вопреки действовавшему в то время закону Адриана. Там же писатель упоминает письмо Валериана к своему сыну и соправителю Галлиену, в котором император хвалит Проба и ставит его всем в пример. В соответствии с этим документом, под командование молодого Марка было поставлено шесть когорт сарацин, вспомогательные отряды галлов и отряд персов, присланный неким сирийцем Артабассидом. Содержание письма, несомненно, вымышлено. Нет никаких сведений о существовании пеших когорт сарацин и реальность личности Артабассида вызывает сомнения. Вероятнее всего, Проб мог быть дуксом или препозитом, но никак не трибуном. Помимо того, в соответствии с «Историей Августов», Проб принимал участие в Сарматской войне, переправлялся через Дунай и получил много наград, в том числе за освобождение из плена родственника Валериана Валерия Флакцина (личность, несомненно, выдуманная). Известно, что в правление Валериана готы вторгались в дунайский регион, и Проб вполне вероятно мог участвовать в военных действиях против них. За заслуги Валериан предоставил Пробу командование III Счастливым легионом. Впрочем, передача руководства легионом на столь раннем этапе карьеры кажется маловероятной не только из-за возраста Проба, но и из-за все ещё существовавшего в то время конкурса среди молодых сенаторов на эту должность. Кроме того, нет никаких сведений о III Счастливом легионе. Иногда историки идентифицируют его либо с III Галльским, либо с III Италийским легионом.
В 260 году, в эпоху единоличного правления Галлиена, Проб получил командование легионом в Иллирике. Аврелиан сделал его командиром X легиона, вероятно, до начала кампании против Пальмирского царства (здесь очевидна аналогия со знаменитым X легионом Гая Юлия Цезаря). Также Проб сражался с алеманнами и оборонял дунайскую границу. Возможно, в какой-то момент он стал командующим кавалерией, на что указывает одно место из «Эпитомы». Флавий Вописк сообщает, что Проб воевал с мармаридами в Африке, освободил Карфаген от мятежников и сразил в единоборстве некоего Арадиона. Действительно, из надписей известно о борьбе против мармаридов на границе между Египтом и Киренаикой, но её возглавлял Тенагинон Проб, презид Нумидии в 268—269 годах и префект Египта в 269—270 годах, который также воевал с пальмирцами, но после победы над ними потерпел поражение и покончил с собой. Эта путаница может быть умышленной, имеющей намерение создать героический образ Проба и приписать ему деяния, совершённые другими людьми. Вероятно, что после гибели Тенагинона в 271 году Аврелиан направляет Проба освобождать Египет от оккупации Пальмирским царством, с чем Проб успешно справляется. Он сопровождал императора во время первого похода на Пальмиру и участвовал в подавлении восстания Фирма.
Нельзя исключать того, что Аврелиан готовил Проба в качестве своего потенциального преемника, но это может быть только лишь пропагандистским вымыслом самого Проба. Невозможно точно определить, какую должность занимал Проб к моменту своего провозглашения императором. Согласно «Истории Августов», Тацит назначил его главнокомандующим всех восточных войск и удостоил консульства вместе с собой. Относительно звания консула можно однозначно утверждать, что оно нигде не упоминается, кроме сочинения Флавия Вописка, и, очевидно, выдумано. Что же касается должности главнокомандующего Востока, то в данном вопросе среди историков существуют расхождения. Не вызывает сомнения, что во время прихода к власти Проб возглавлял войска в восточных провинциях, однако широта его полномочий, указанных в «Истории Августов», вызывает споры. По одной из версий, Проб был наместником какой-то из трёх сирийских провинций — либо Келесирии, либо Финикийской Сирии, либо Палестинской Сирии. Кроме того, скорее всего он был назначен на эту должность не Тацитом, как утверждает Флавий Вописк, а Аврелианом.

## Приход к власти

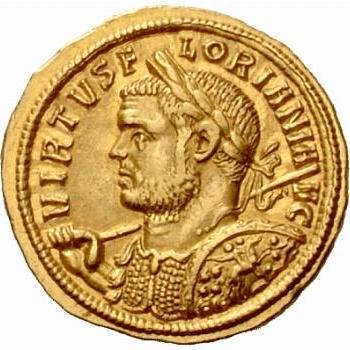
Ауреус с портретом Флориана

В сентябре или октябре 275 года Аврелиан был убит в результате заговора собственного секретаря. По всей видимости, император не строил никаких планов в отношении того, кто бы мог стать его преемником. Очевидно, что Проб не принимал участия в заговоре. Он, уже занимавший руководящую военную должность, которая позволила ему достичь власти после смерти Тацита, либо поздно получил известие об убийстве или был слишком далеко от места событий, чтобы сделать попытку захватить власть. После продолжавшегося в течение некоторого времени междуцарствия сенат выбрал в качестве преемника Аврелиана представителя из своей среды, семидесятипятилетнего Марка Клавдия Тацита, который взял бремя государственных дел на себя и направился с войсками на Восток. Примерно в это время герулы напали и разграбили Понт, Галатию, Каппадокию и Киликию, где Тацит при содействии своего сводного брата префекта претория Флориана нанёс им поражение. Однако вскоре после этого в июне 276 года в каппадокийском городе Тиана Тацит скончался от болезни, либо был убит солдатами. После его смерти власть захватил Флориан.
Между тем Проб отказался признать императором Флориана, заявив при этом, что Тацит завещал императорский трон именно ему. Когда вести о смерти Тацита пришли к солдатам, восточная армия решила, что не доверит избрание нового императора сенату или другим легионам. Спустя несколько недель, в июле 276 года, Проб был провозглашён императором своими солдатами (по расчётам Бема, это произошло 8 июля 276 года). Скорее всего, его поддержка основывалась на иллирийских войсках и кавалерии. Монеты с именем Проба начали чеканить в Антиохии и Триполи. Согласно рассказу «Истории Августов» (по мнению Джеральда Крейхера, выдуманному), провозглашение Проба императором произошло против его воли на солдатской сходке, где он был облачён в пурпурный плащ, снятый со статуи в храме. При этом Проб всё время повторял: «Это вам невыгодно, воины, вам со мной не будет хорошо: ведь я не могу заискивать перед вами». Проба поддержали Сирия, Финикия, Палестина и Египет, а его соперника — Галлия, Испания, Италия и Британия.
Придя к власти, Проб отправился в Малую Азию, чтобы встретиться со своим противником. Наиболее подробным и достоверным источником о тех событиях является рассказ Зосима (однако, по мнению Вальтера Хенце, анекдотичный). Подготовившись к войне, Флориан вскоре прибыл в Тарс, где разбил лагерь. Таким образом, он занял стратегически выгодную позицию, позволявшую ему заблокировать проход соперника в Малую Азию. Его пребывание в Тарсе может быть объяснено и тем, что он хотел дать войскам отдых после долгого марша или ждал подкрепления из западных провинций. Туда же подошла и армия во главе с Пробом. Он понимал, что вражеские войска превосходят его по численности и поэтому решил избегать сражения. Фактически, противники оказались в патовой ситуации. По всей видимости, армия Флориана, сражавшаяся до этого с готами в гористой местности на северо-западе Малой Азии, состояла преимущественно из пеших воинов, в то время как Проб имел превосходство в кавалерии. В результате штурм Тарса был затруднителен для Проба, а бой на равнине представлял опасность для Флориана. Лето в Тарсе отличалось сильной жарой, и солдаты, бывшие по большей части европейцами, тяжело её переносили и становились жертвами разных болезней. Впрочем, не исключено, что у них возникли проблемы со снабжением. Увидев, что армия Флориана обессилела, Проб решил действовать, однако солдаты сами подняли мятеж и убили Флориана, или он покончил жизнь самоубийством. Впрочем, существует версия о том, что бунт солдат был вызван шпионами Проба, притворившимися перебежчиками. Так закончилось восьмидесятидневное правление Флориана. Он пал жертвой непостоянства легионов и собственных амбиций. Отныне Проб стал единоличным правителем Римской империи. Это, вероятно, произошло в августе 276 года.

## Правление

### Первые шаги
Первым деянием нового императора была расправа над убийцами Аврелиана, которые, по всей видимости, были также вовлечены в предполагаемое убийство Тацита. Зосим излагает это событие следующим образом. Император пригласил всех убийц на пир. Когда они прибыли, Проб зашёл в тайную галерею, откуда мог видеть всё, что происходило, и подал сигнал к действию ожидавшим солдатам. Они свалили с ног ничего не подозревавших людей и всех их перебили. В живых остался только один, но он был схвачен и сожжён живьём, поскольку был самым опасным среди всех. Однако версия Зосима представляется несколько неправдоподобной, потому что убийцы Аврелиана вряд ли могли быть настолько доверчивыми. По сообщению Иоанна Зонары, Проб сначала открыто обвинил их в убийстве, а затем предал смерти. «История Августов» пишет, что Проб подверг убийц Аврелиана разным карам, но при этом отмечает его умеренность, в отличие от солдат. Кроме того, наказаниям подверглись злоумышлявшие против Тацита, а сторонники Флориана были пощажены. Представляется сомнительным, что убийц Флориана Проб казнил, потому что это действие могло создать угрозу его положению.

### Кампания против алеманнов и франков

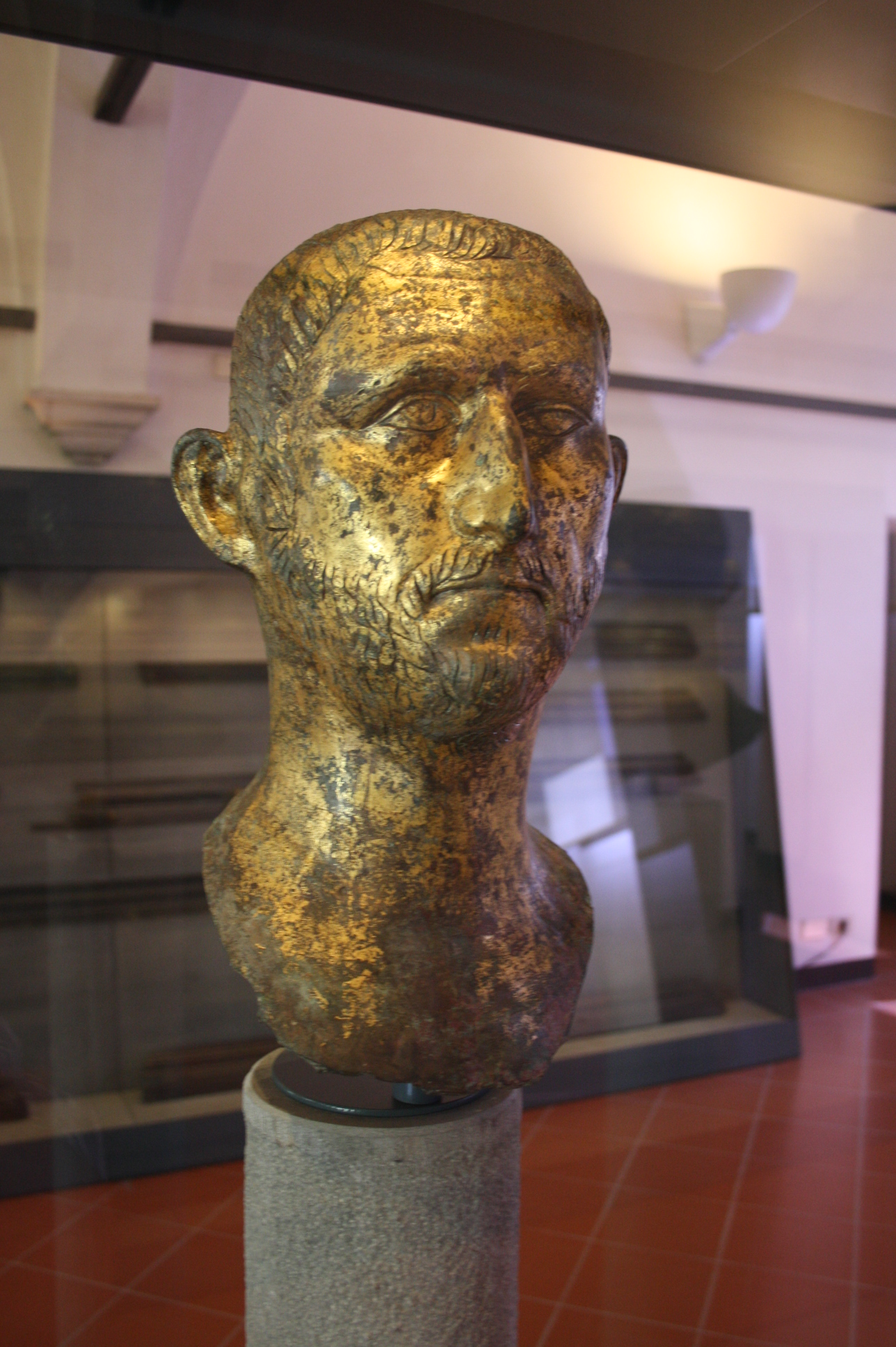
Бронзовый бюст Проба

После прихода Проба к власти ухудшилась ситуация в Галлии и на рейнской границе. Хотя Аврелиан и разгромил германцев, пограничные территории требовали постоянного внимания. Приблизительно через несколько месяцев после гибели Аврелиана лонгионы вместе с алеманнами продвинулись по долине реки Неккар в Галлию, а франки переправились через Рейн. Согласно сообщениям античных источников, опустошению подверглись значительные территории. Как полагают некоторые исследователи, вторжение могло было быть вызвано переброской войск с рейнской границы на восток по приказу Флориана для войны с Пробом, хотя непродолжительность его правления и значительность расстояния делают такое предположение маловероятным. Тем временем Проб выступил из Тарса к Босфору и по пути, осенью 276 года, нанес поражение готам, борьбу с которыми прервал Флориан из-за его восстания. В честь победы император получил победный титул «Готский». Его успех был отмечен выпуском монет с надписью VICTORIA GOTHICA (рус. Готская победа). Согласно нумизматическим свидетельствам, после этого Проб проследовал через Фракию и придунайские провинции, а весной 277 года, предположительно, в течение непродолжительного времени побывал в Риме, чтобы получить признание сената. В конце августа — начале сентября император прибыл в Лугдун, ставший точкой сбора римской армии.
Информация о галльской кампании Проба содержится в труде Зосима и «Истории Августов». Впрочем, первый источник предпочтительнее, поскольку он рассказывает о событиях более подробно. Принцепс разделил своё войско на две части, поручив легатам вести войну с франками, в то время как сам во главе второй армии выдвинулся против лонгионов и алеманнов. Такое разделение может быть связано с тем, что армия противника раздробилась на множество небольших отрядов, и император хотел сделать римское войско более подвижным, ведя борьбу с опорой на укреплённые города. В конце сентября — начале октября 277 года Проб прибыл в прирейнский город Камбет, чтобы переправиться через реку. Известно, что сам император всегда сражался в первых рядах. Одержав победу над лонгионами, он взял в плен их вождя Семнона и его сына. Затем к нему прибыли послы от этого народа и попросили вернуть пленников в обмен на всё их имущество. Император удовлетворил их просьбу, но тем не менее удержал Семнона и его сына у себя. Зиму 277/278 года Проб провёл на галльской территории, возможно, в Лугдуне. В это время на севере, где отдельные отряды сражались с франками, война могла продолжаться всю зиму, поскольку римляне могли опираться на укрепленные города с запасами, а франки, нагруженные добычей, вынуждены были отходить по опустошённой равнине. «История Августов» рассказывает, что Пробу покорилось девять варварских царей, но какими племенами они правили, сказать невозможно. Император взял у них 16 тысяч молодых солдат и распределил их по вспомогательным подразделениям. Всего за время германских походов римлянами было перебито до 400 тысяч варваров (эта цифра является сильным преувеличением). Также было освобождено шестьдесят или семьдесят городов. При этом стоит отметить тот факт, что захват населённых пунктов не всегда означает завоевание их врагом или осаду. Даже простое блокирование окружающей территории отрядами противника может пониматься в античных источниках под термином «захват». В целом, Джеральд Крейхер в описании галльской кампании Проба Флавием Вописком видит кальку с событий IV века и проводит некоторые аналогии с галльскими кампаниями цезаря Юлиана и Валентиниана I. Возможно, что некоторые из покорившихся франков были расселены в области, где некогда жили батавы.
Подводя итоги, необходимо отметить, что войну против франков и алеманнов можно считать большим успехом Проба. За короткий промежуток времени противник был разгромлен, а занятая им территория освобождена. Не останавливаясь на достигнутом, Проб предпринял важные шаги, чтобы обеспечить безопасность границ в будущем. По его приказу был построен ряд крепостей и складов на германской стороне Рейна. Кроме того, император, очевидно, предпринял меры для восстановления экономической стабильности в Галлии, поощряя посадки виноградников, раздавая поля, зернохранилища, дома и продовольственные пайки тем людям, которых он расселил у самой границы. В результате в 279 году Проб принял победные титулы «Германский Величайший» и «Готский Величайший». Возможно, в планы императора входило окончательное завоевание Германии, но он отложил их до лучших времён. Тем не менее, Проб начал готовить плацдарм для вторжения путём создания колоний и фортов на территории противника. Есть версия, что на территории ранее оставленных Декуматских полей была создана буферная зона, которая охранялась содержавшимися на довольствии империи местными ополченцами. Хотя варвары и потерпели поражение, окончательно они усмирены так и не были.

### Мирное соглашение с бакватами
В то время как Проб все ещё сражался с вторгшимися в Галлию германцами, в Африке произошли столкновения с племенем бакватов, проживающим на границе с Мавретанией Тингитанской. Надписи свидетельствуют о том, что наместник этой провинции Клементий Валерий Марцеллин 24 октября 277 года заключил договор с Юлием Нуффузисом, сыном царя бакватов Юлия Матифа. Вторая надпись от 13 апреля 280 года доказывает, что договор 277 года по-прежнему считался действительным обеими сторонами. В какой-то момент соглашение между римлянами и бакватами было продлено. Такая необходимость возникла в связи с тем, что Юлий Матиф умер, а его сын, которого звали Нуффузис, занял трон. Теперь, будучи царём, как и его отец до него, он не лично вёл переговоры с римлянами, а был представлен братом Юлием Мирзисом. Предположительно, римляне уступили право предводителю бакватов зваться царём, а некоторым представителям бакватской знати было даровано римское гражданство. По-видимому, этот мир не был постоянным, поскольку через несколько лет римлянам пришлось отступить из Волюбилиса. В результате была нарушена сухопутная связь между Мавретанией Тингитанской и Мавретанией Цезарейской. Возможно, город был возвращён под контроль Рима уже в конце правления Проба или при его преемнике Каре.

### Столкновения в Реции и Иллирике

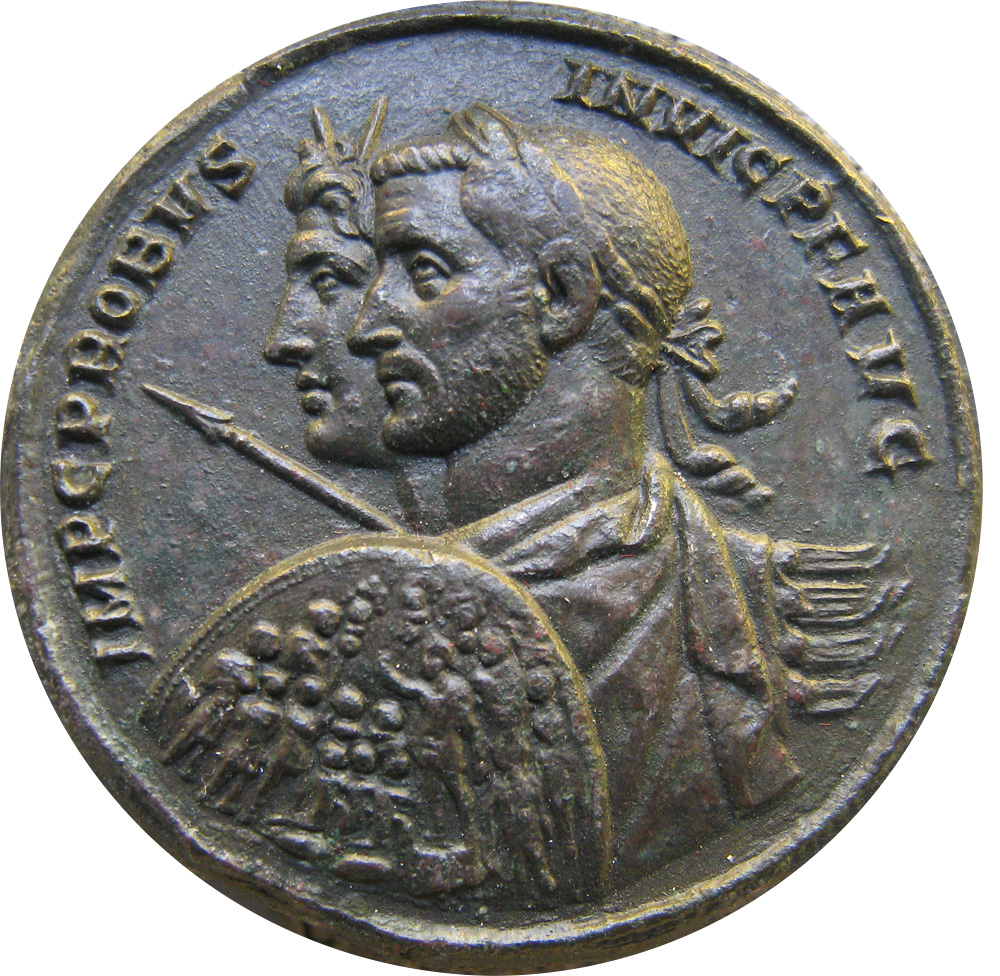
Проб и Непобедимое Солнце. Портрет на медальоне

Перезимовав в Галлии, весной 278 года Проб выдвинулся в Иллирик, чтобы обезопасить дунайскую границу. По пути туда император навёл порядок в Реции и, по словам Флавия Вописка, «не оставил там даже подозрения на какое-либо основание для страха». В Реции принцепс провёл кампанию против бургундов и вандалов, рассказ о которой сохранился у Зосима. По словам историка, римская армия столкнулась с противником у реки Лигис. Войска находились по разные стороны реки. Римляне стали осыпать насмешками бургундов, провоцируя их переправиться и вступить в сражение. В конечном счете бургунды форсировали реку. В произошедшей стычке они были частично перебиты, а выжившие взяты в плен. Вскоре римляне получили сведения, что варвары собираются сдаться со всем своим имуществом. Однако, несмотря на то, что им было гарантировано выполнение их условий, из бургундов никто так и не сдался. Проб пришёл в ярость и напал на отступавших варваров. Многие были убиты, в том числе погиб и их вождь Игилл. Кроме того, римляне взяли пленников, которые были отправлены в Британию, где участвовали в подавлении местных мятежей. Конечно, угроза Реции по своим масштабам была не сопоставима с ситуацией в Галлии, однако известно, что район легионного лагеря Кастры Регины в это время подвергся разорению. Столкновение с вандалами и бургундами датируется маем 278 года. По всей видимости, после этого Проб провёл реорганизацию управления провинцией и продолжил начатую на рейнской границе политику восстановления и строительства пограничных укреплений. В память о победе над варварами была отчеканена партия монет с надписью VICTORIA GERMANICA (рус. Германская победа).
Как рассказывает Флавий Вописк, в Иллирике Проб нанес поражение сарматам и другим народам и практически без труда вернул всё награбленное ими, а во Фракии «частью подчинил, частью принял в дружественный союз все гетские народы, устрашённые молвой о его подвигах и подавленные могуществом древнего имени». Стоит отметить, что под Иллириком автор имел ввиду территорию возникшей в IV веке преторианской префектуры Иллирии. Столкновение с сарматами упоминается только в «Истории Августов», другие источники хранят молчание на этот счёт. Поэтому сложно оценить события в Иллирике, не в последнюю очередь в связи с тем, что биография Проба носит характер панегирика. Витуччи полагал, что имело место вторжении сарматов в Паннонию и Мезию, а также готов во Фракию. В любом случае Флавий Вописк не сообщает ни о каких серьёзных сражениях. Вероятно, приграничные племена хотели испытать силу нового правителя Рима. В честь этих побед были отчеканены монеты с надписью RESTITVTOR ILLVRICI (рус. Освободитель Иллирика). Тем не менее, после смерти Проба сарматы вновь стали представлять угрозу римским границам. Иллирийская кампания произошла по более ранней датировке в конце лета 278 года, а по более поздней — осенью того же года.
После возвращения из восточных провинций, в 280 или 281 году Проб расселил на правом берегу Дуная во Фракии 100 тысяч бастарнов, вытесненных из Дакии готами, и поручил им оборону границ. Кроме бастарнов в римские провинции были переселены гепиды, гревтунги и вандалы. Однако вскоре они подняли восстание и «разбрелись по суше и по воде почти по всему миру и нанесли римской славе немало тяжких ударов». Зосим дополняет сведения Флавия Вописка. Он также рассказывает о расселении бастарнов во Фракии, но вместо остальных народов называет франков, которые восстали и опустошили Грецию. На захваченных кораблях они высадились на Сицилии, напали на Сиракузы, где перебили многих жителей. После этого франки перебрались через море в Африку, где попытались напасть на Карфаген, но были отбиты местным гарнизоном. Тем не менее, им удалось вернуться в свои родные края. Факт расселения германских народов на римской земле можно расценивать как признак опустошения целого ряда территорий в результате неоднократных вторжений последних лет. Несомненно, римские власти пытались таким образом восстановить разрушенную экономику региона. Эта политика была продолжена преемниками Проба и принесла Риму множество вреда.

### Борьба с разбойниками в Ликии и Памфилии

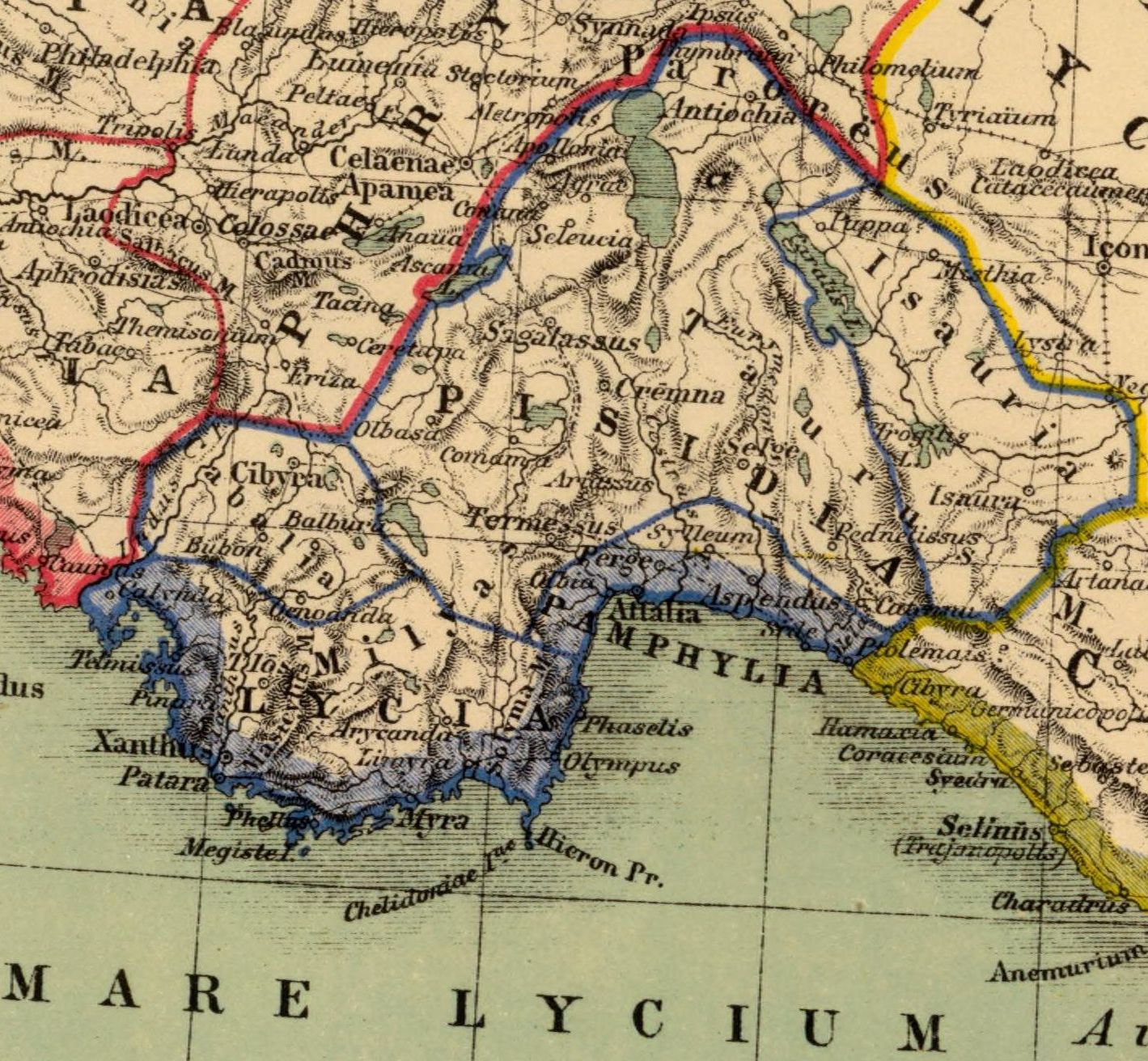
Карта провинции Ликия и Памфилия

После завершения иллирийской кампании Проб направился на восток. По свидетельству Флавия Вописка, в Исаврии он захватил в плен и казнил разбойника Пальфурения. Для того, чтобы предотвратить восстание исаврийцев, Проб построил в их области крепости и расселил большие группы ветеранов в труднодоступных местах, предоставляя им землю в обмен на обещание, что их сыновья будут также служить в легионах, когда достигнут восемнадцатилетнего возраста. Впрочем, никаких доказательств существования ветеранских поселений в Исаврии не обнаружено. Кроме того, возможно, по приказу Проба было создано три новых легиона: I Исаврийский Стрелковый, II Исаврийский и III Исаврийский.
Зосим рассказывает похожую историю, дополняя её множеством подробностей, но предводитель бандитов у него носит имя Лидий. Лидий собрал группу разбойников и грабил Памфилию и Ликию. Против него были направлены подразделения римской армии. Не имея достаточно крупных сил для сопротивления, Лидий укрепился в ликийском городе Кремне, «который словно завис на скале и был прикрыт с другой стороны глубоким ущельем». Когда римляне осадили город, Лидий приказал снести дома, а освободившуюся территорию распахал и посеял хлеб для снабжения продовольствием осаждённых. Из-за того, что съестных припасов на всех не хватало, Лидий вывел из города молодёжь и стариков. Римляне же постарались не выпустить их и отправить обратно в город. Однако Лидий выгнал этих людей в располагавшиеся вокруг города ущелья. Затем осаждёнными был сделан подкоп, выходивший за пределы города, вдалеке от римского лагеря, для вывода людей и добычи провианта. Однако через некоторое время несколько изменниц указали на него осаждавшим. Тем не менее Лидий не сдавался. Он уменьшил выдаваемые жителям пайки и решил постепенно удалить из города всех неспособных к обороне. Тогда произошло следующее. Один из приверженцев Лидия умел делать метательные орудия и стрелять без промаха. Однако, когда этому человеку приказали стрелять, он промахнулся. Лидий приказал серьёзно наказать стрелка. Обиженный воин сбежал из города и встретил нескольких римских солдат, которым показал отверстия в городской стене, через которые Лидий вёл наблюдение за лагерем римлян, и дал обещание выстрелить в него, когда тот выглянет оттуда. Вскоре он смертельно ранил Лидия. Лидий взял клятву со своих солдат, что те не сдадутся римлянам. Однако, когда осада стала невыносимой, Кремна сдалась.
На вопрос, идентичен ли Лидий Пальфурению, однозначно ответить нельзя. По меньшей мере, судьба обоих разбойников описана диаметрально противоположно. Однако, скорее всего, и Флавий Вописк, и Зосим рассказывают об одних и тех же событиях. Кроме того, историчность осады Кремны была подтверждена археологическими раскопками, проходившими там в 1985—1987 годах. В их ходе были обнаружены разрушенные крепостные стены, снаряды метательных орудий и развалины укреплений римской армии. Осада Кремны датируется первой половиной 278 года — началом 279 года. Во главе осаждавших стоял, по всей видимости, презид провинции Ликия и Памфилия Теренций Марциан. Сагалассос, Термессос и Требенна, предположительно, также были вовлечены в восстание, так как сохранились надписи с благодарностями за помилование, дарованное этим городам. Очевидно, в конце III века деятельность разбойничьих банд была не редкостью для региона. Так, в 45 километрах к юго-западу от Термессоса были обнаружены надписи, где говорится о Гермае и его сыне Килиорте, которые успешно действовали против бандитов. Упомянутые надписи позволяют предположить, что римляне под руководством Теренция Марциана развернули небольшие мобильные отряды для борьбы с бродячими бандами грабителей. Они могли были быть набраны среди молодежи Термессоса. Дэвид Поттер полагает, что ухудшение ситуации на юге Малой Азии связано с многочисленными гражданскими войнами, вторжениями персов и возросшим давлением со стороны римских властей на местное население. Изучив имеющийся нумизматический материал, Джеральд Крейхер пришёл к выводу, что император лично не участвовал в событиях в Ликии и Памфилии.

### Столкновение с блеммиями. Переговоры с Персией
Касательно событий в Египте также существует два рассказа: Зосима и «Истории Августов». Согласно византийскому историку, располагавшийся в египетской области Фиваида город Птолемаида поднял восстание против императора в союзе с кочевым нубийским племенем блеммиев, которые прорвали оборону южной границы провинции. Вместе с блеммиями жители Птолемаиды вели непродолжительную войну против народа коптов. Однако полководцы Проба подавили восстание и изгнали блеммиев из пределов римского государства. В труде Флавия Вописка обстоятельства конфликта изложены по-другому. По его свидетельству, блеммии захватили города Птолемаиду и Коптос, а поражение им нанёс сам Проб. Тем не менее, блеммии не были окончательно усмирены. При Диоклетиане они возобновили свои набеги на провинцию, в связи с чем римские власти были вынуждены выплачивать им ежегодные субсидии. Война с блеммиями датируется по-разному, при этом, наиболее вероятной датировкой является первая половина 279 года. В целом среди исследователей царит согласие по поводу того, что император лично не принимал участие в египетских событиях, к тому же нет никаких подтверждений того, что он лично побывал в регионе. Также маловероятным считается упоминаемый Зосимом союз блеммиев и Птолемаиды.
После того как был восстановлен порядок, император приступил к масштабной реконструкции дамб, каналов и мостов вдоль Нила, чего не проводилось со времён правления Октавиана Августа. Были расширены устья многих рек, осушено большое количество болот, на их месте устроены поля. Важность этих работ не может быть недооценена, так как большое количество продуктов питания в Рим поступало из Египта и африканских провинций. Строительная деятельность велась и по всей империи. Так, известно о возведении моста в Риме, общественных бань в далматской Нароне и италийском Аримине. Надписи сообщают также о восстановительных и строительных работах в африканских провинциях и Фессалониках. Кроме того, продолжилось прокладывание новых дорог и ремонт старых.
Согласно «Истории Августов», узнав об успехах в Египте, персидский царь Нарсей отправил к Пробу посольство с просьбой заключить мир. Но император отослал послов обратно и не стал принимать привезённые ими дары, отправив Нарсею письмо следующего содержания:

«Я удивляюсь, что из всего того, что будет нашим, ты прислал так мало. Владей пока всем, что доставляет тебе отраду. Если мы захотим иметь всё это, то мы знаем, каким образом мы должны завладеть этим»
Тем не менее, известно, что в это время государством Сасанидов правил Бахрам II (276—293 годы), а Нарсе вступил на трон в 293 году и оставался у власти примерно до 302 года. Поэтому письмо, приводимое Флавием Вописком, считается подделкой, либо копией с более поздних документов. Однако возможность контактов между Пробом и Нарсе не исключается. Надписи свидетельствуют о том, что в конце III века в Персии существовало множество небольших областей, управлявшихся автономно. Например, Нарсе от имени персидского царя управлял Арменией примерно с 273/274 по 293 год, имея при этом титул царя. Но в таком случае появляется вопрос, почему царь Персии предоставил право вести переговоры с Римом одному из своих подчинённых, а не руководил ими лично. Кирилл Туманов придерживался мнения, что Нарсе не хотел быть втянутым в войну, которую, предположительно, готовил Проб. Поэтому он начал переговоры с Римом самостоятельно и уступил западную половину Армении, чтобы развязать себе руки для завоевания трона на востоке. Туманов датировал переговоры Нарсе и Проба 279/280 годом. Однако, его версия построена на ошибочных хронологических расчётах армянского средневекового историка Мовсеса Хоренаци. В связи с этим, историчность переговоров между Нарсе и Пробом продолжает оставаться под вопросом.
Впрочем, нельзя исключать того, что переговоры между персидским царем и римским императором всё-таки имели место. Папирусы сообщают, что осенью 279 года Проб принимает победные титулы «Парфянский Величайший» и «Персидский Величайший». Следовательно, успехи против Персии должны были быть достигнуты до осени 279 года. Следует отметить, что принятие победных титулов никоим образом не следует истолковывать как свидетельство реальных военных конфликтов на восточной границе Римской империи. Пограничные споры могли были быть решены путём обмена посольствами — успех, масштаб которого Флавий Вописк значительно преувеличил. По крайней мере, никаких важных событий на персидской границе не происходило, так как Зосим, который хорошо осведомлён об истории восточной части империи, ничего об этом не сообщает.

### Мятежи и триумф

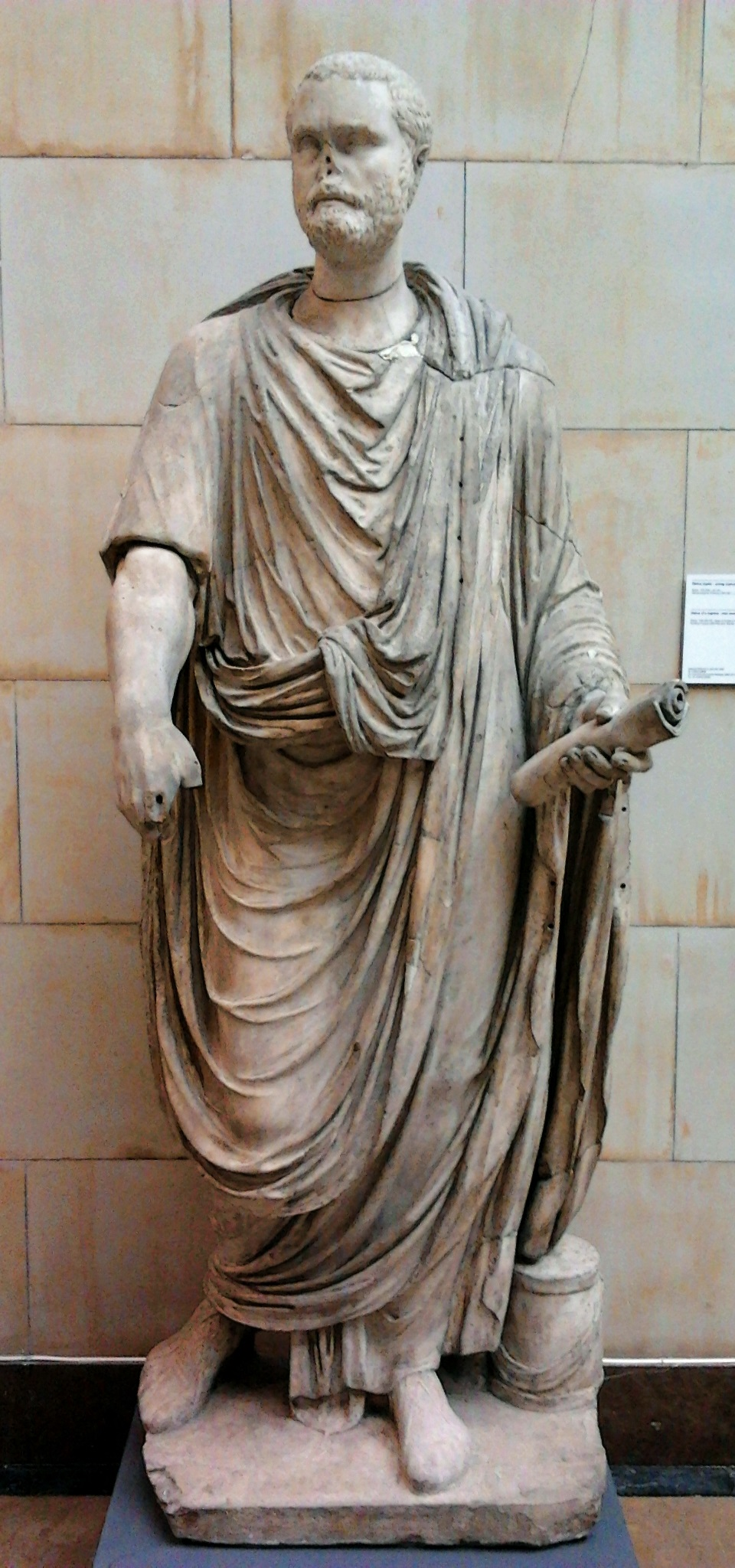
Статуя неизвестного с головой Проба

Хотя Проб и укрепил свою власть над империей, тем не менее в различных провинциях происходили попытки узурпации. Так, в Колонии Агриппины поднял восстание Прокул, наживший грабежом довольно крупное состояние. Он происходил из племени альбингавнов, которое проживало в Приморских Альпах и оставалось ещё нероманизованным. Прокула подтолкнула на мятеж его супруга Самсо. Он вооружил две тысячи рабов. Когда Проб потеснил его, Прокул попытался опереться на помощь франков, но те вскоре предали его. В результате Прокул был побеждён и убит. Ему оказывал поддержку галльский город Лугдун, который терпел большие притеснения от Аврелиана и очень опасался Проба.
Вероятно, в то же время начался мятеж Боноза. Его бунт, по всей видимости, был более серьёзным, поскольку понадобились значительные силы, чтобы его подавить. Боноз происходил из испанской семьи, родился в Британии, а его мать была уроженкой Галлии. Боноз дослужился до дукса (военного начальника) ретийской границы. Однажды он позволил германцам проскользнуть через границу и сжечь флот. Опасаясь наказания, он провозгласил себя императором. Очевидно, Боноз был хорошим военачальником. Он был разгромлен Пробом, а потом покончил жизнь самоубийством, повесившись в петле. Проб пощадил его двух сыновей и жену Гунилу, которая происходила из племени готов.
Источники не дают достаточно материала для анализа размаха этих восстаний и того, насколько широким было их распространение по провинциям. Есть признаки того, что эти события представляли собой нечто большее, чем местные мятежи, потому что на надписях из таких отдалённых областей, как Испания, имя Проба было стёрто. Существует также предположение о взаимосвязанности мятежей Прокула и Боноза. Джеральд Крейхер считает, что оба восстания нужно датировать первой половиной 281 года. По мнению историка, император лично не принимал участия в их подавлении, а действовал через своих полководцев.
Третьим восстанием стало восстание Юлия Сатурнина. «История Августов» называет его галлом, а Зосим — мавром. При Аврелиане он, по всей видимости, занимал должность наместника Сирии. Известно, что Аврелиан запретил Сатурнину ездить в Египет, не доверяя ему. В 281 году он поднял восстание (иногда называется другой год — 277 год). Близкий друг и единомышленник Проба, Сатурнин, возможно, был вынужден принять власть от непокорных войск. Хотя Сатурнин первоначально отклонил просьбу населения Александрии провозгласить себя императором, позднее он изменил своё мнение. Проб отправился на подавление восстания, но Сатурнин был разбит до прибытия императора восточной армией и убит в осаждённом укреплении.
Зосим сообщает также о мятеже в Британии, подавленном с помощью военной хитрости Викторином, который посоветовал Пробу назначить туда наместником человека, возглавившего этот бунт. По одной из версий, восстание произошло из-за прорыва вала Адриана или нападения пиратов на британское побережье. Единственным наместником Британии, известным по имени, в это время был Луций Септимий, занимавший свою должность между 274 и 286 годами. Но однозначно полагать, что он был неназванным мятежником из труда Зосима, нельзя. Считается, что германцы, захваченные во время кампании в Реции и отправленные в Британию, участвовали в подавлении мятежа. Викторин может быть отождествлён с консулом 282 года, носившим такое же имя. Таким образом, консульство он мог получить за успехи в урегулировании ситуации в Британии. Эти события датируются 280 или 281 годом, иногда — 277 годом.
В 281 году Проб прибыл в Рим, чтобы отпраздновать триумф. Флавий Вописк так описывает это событие (хотя, скорее всего, приукрашивая и выдумывая подробности):

«Он справил триумф над германцами и блеммиями и во время своего триумфа вёл перед собой отряды всех племён, численностью до пятидесяти человек каждый. Он устроил в цирке великолепнейшую охоту <…> Зрелище это было такого рода. Мощные деревья, которые воины вырвали вместе с корнями, были прикреплены к соединённым между собой по длине и ширине брёвнам, затем сверху была насыпана земля, и весь цирк, засаженный подобием леса, зеленел прелестной свежей листвой. Затем через все входы были впущены тысяча страусов, тысяча оленей, тысяча кабанов, далее — лани, горные козлы, дикие овцы и другие травоядные животные <…> Затем были выпущены простые граждане и каждый хватал себе то, что хотел. На следующий день он выпустил в амфитеатре сразу сто львов с гривами <…> Затем было выпущено сто ливийских леопардов, затем сто сирийских; было выпущено сто львиц и вместе с ними триста медведей <…> Кроме того, было выпущено триста пар гладиаторов, причём тут сражалось много блеммиев, которых вели в триумфе, много германцев и сарматов, а также несколько исаврийских разбойников»
Возможно, триумф так или иначе связан с восстанием 80 гладиаторов, которые намеревались перебить императорских телохранителей. Они занялись грабежом, объединились с разбойниками, но были уничтожены императорскими войсками. В правление Проба было завершено строительство стены Аврелиана. Ситуация в империи настолько стабилизировалась, что Проб был в состоянии использовать армию для создания виноградников. Виноградарство, которым раньше занимались в Южной Аквитании и Нарбонне, стало распространяться по всей Галлии и Паннонии. Скорее всего, Проб официально отменил старый закон, введённый ещё при Домициане, который запрещал виноградарство в провинциях. Однако, столкнувшись с реалиями кризиса III века, он потерял всякое значение, поскольку армия нуждалась в регулярных поставках вина. Возможно, эти меры можно связать и с прогрессирующей инфляцией, так как замена денежных выплат на натуральные поставки могла облегчить налоговое бремя населения. Эта политика увеличивала благосостояние подданных Римской империи и показывает, во всяком случае, желание императора содействовать установлению благополучия во всём государстве. При Пробе продолжилась монетная реформа, начатая ещё в правление Аврелиана.

### Гибель

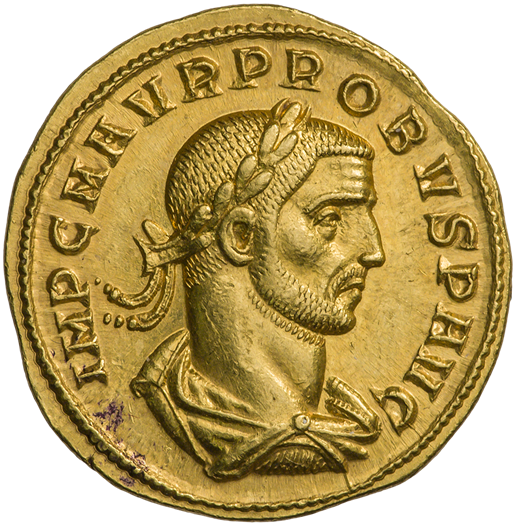
Ауреус с портретом Проба

Однако Проб недолго оставался в столице. Как рассказывает Флавий Вописк, император решил предпринять поход против персов, хотя, как кажется, персидский царь не давал никаких поводов к агрессии со стороны римлян. Возможно, Проб рассчитывал на внутренние неурядицы в государстве Сасанидов, которые и дали бы ему благоприятную возможность для нападения. Обширные приготовления были предприняты для вторжения, начались сборы войск в Иллирии. Как полагают некоторые историки, поход против Персии был одной из главнейших идей императора. Однако, их реконструкции полностью базируются на сообщениях ненадёжной «Истории Августов». Витуччи справедливо задаётся вопросом, почему император оставался на дунайской границе до осени 282 года, не используя благоприятное для начала кампании время. Кроме того, Иллирия, несомненно, является неподходящим местом для сбора войска, предназначенного для войны за тысячи километров. Поэтому, правдивым представляется рассказ Иоанна Малалы, согласно которому Проб вёл войну против готов на дунайской границе. Эта интерпретация подтверждается тем фактом, что после прихода к власти Кар в первую очередь отправился в поход против сарматов, наверняка используя собранную Пробом армию.
Проб прибыл в Сирмий, где вскоре был убит. Обстоятельства смерти императора излагаются латиноязычными и грекоязычными источниками по-разному. Согласно «Истории Августов», Проб отправил множество легионеров на осушение болота. Император предполагал провести огромный ров, чтобы отвести его устье в реку Саву и осушить эту территорию для местного населения. Возмущённые этим приказом солдаты убили Проба, когда он пытался спрятаться в высокой, обитой железом наблюдательной башне. С этой версией согласны Аврелий Виктор и Евтропий. О возмущении воинов говорит и Иоанн Малала, согласно рассказу которого они восстали из-за голода.
Согласно греческой традиции, находившемуся в Сирмии Пробу пришло известие, что префект претория Марк Аврелий Кар был провозглашён императором рецийскими и норикскими легионами. Когда войска, посланные принцепсом подавить восстание, перешли на сторону мятежника, оставшиеся у Проба отряды убили императора. Иоанн Зонара и Иоанн Антиохийский рассказывают, что Кар был провозглашён императором против своей воли и даже просил у Проба помощи. Возможно, таким образом он хотел выиграть время, чтобы привлечь на свою сторону провинциальных наместников и военачальников. Из сообщения анонимного продолжателя Диона Кассия становится ясно, что мятеж Кара стал неожиданностью для Проба, который доверял своему префекту претория. Император собрал совет, чтобы решить, как поступать дальше. Некий трибун Мартиниан начал упрекать его за промедление. Молчание остальных офицеров может указывать на то, что они считали сопротивление бесполезным. Как бы то ни было, две основные традиции остаются непримиримыми. Джеральд Крейхер полагает, что события могли развиваться следующим образом. Армия провозгласила Кара императором, на сторону которого перешли посланные Пробом солдаты. Когда вести об этом пришли в Сирмий, оставшиеся в подчинении у Проба войска взбунтовались и убили его.
Смерть Проба произошла между сентябрём и октябрём 282 года. Он был похоронен недалеко от места убийства, а его на могиле была высечена надпись (вероятно, выдуманная) «Здесь покоится император Проб, действительно дельный (probus), победитель всех варварских племён, победитель и тиранов». Судя по всему, солдаты не разделяли взгляды Проба, и использование их в общественных работах привело к ухудшению отношений между императором и армией, которое в конечном итоге и привело к его убийству. Как сообщает Флавий Вописк, после смерти Проба его потомки покинули Рим и переселились в окрестности Вероны. Однако влиятельная в IV веке семья Петрониев Пробов вряд ли могла состоять с ними в родстве. После гибели Проб временно был предан проклятию памяти, но позже обожествлён, возможно, в правление Диоклетиана.

## Характеристика личности и правления
После Проба, доброго и справедливого императора, все оставшиеся трудности были решены…Зосим

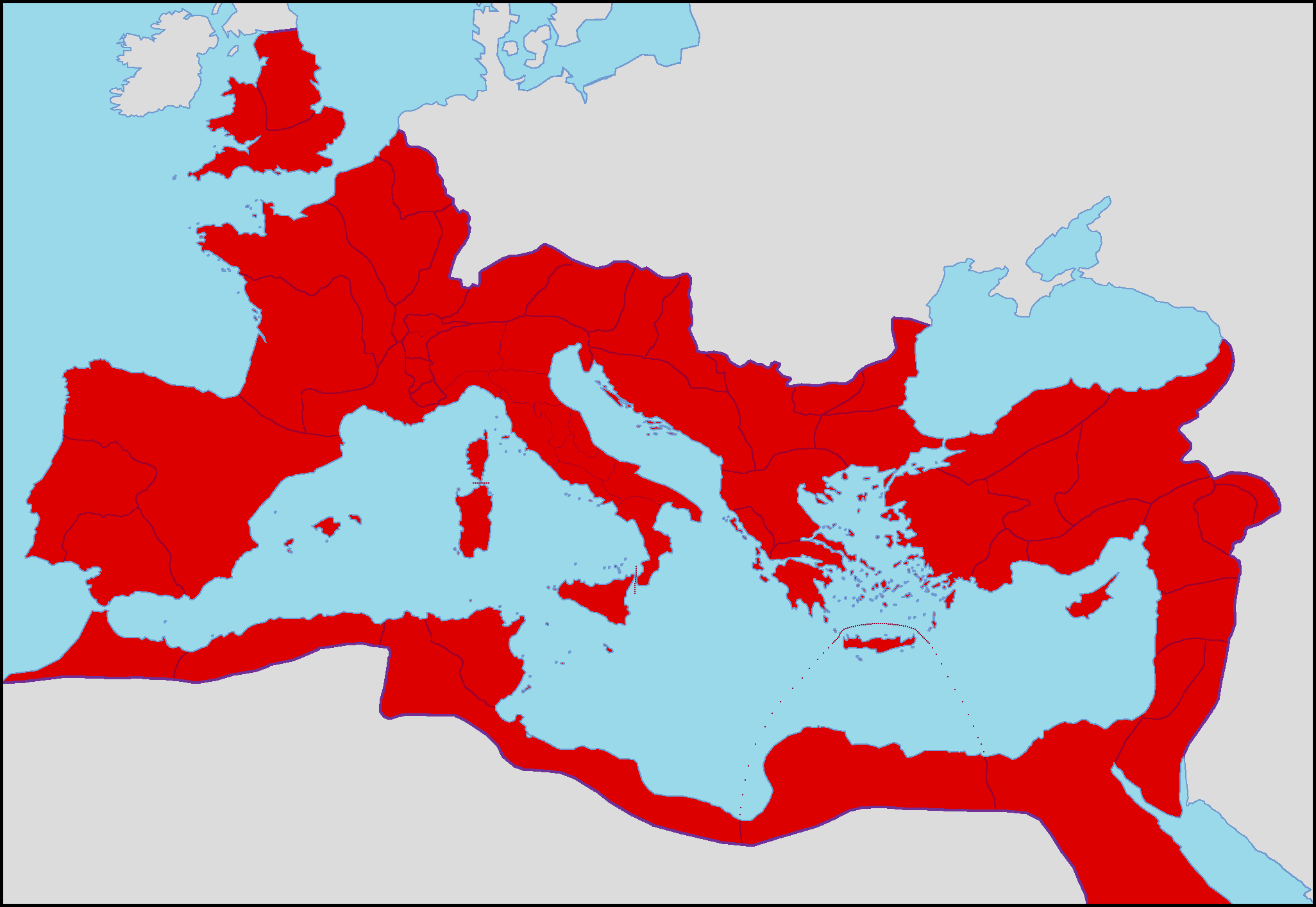
Римская империя в 280 году

Как и любой другой солдатский император, Проб пришёл к власти путём узурпации. Невозможно сказать однозначно, сумел бы побеждённый Флориан стать таким же способным правителем. Однако сравнение стратегических ошибок бывшего префекта претория у Тарса с достижениями командующего восточными легионами в последующие шесть лет говорит явно в пользу последнего. Литературные источники восторженно отзываются о Пробе. Так, Аврелий Виктор говорит, что Проб «обладал большими знаниями военного дела и был прямо вторым Ганнибалом по умению закалять юношество и давать различные упражнения солдатам». Евтропий согласен с Аврелием Виктором, подчёркивая особенно репутацию Проба как хорошего военачальника — «муж суровый, деятельный, справедливый и сравним с Аврелианом в военной славе, но превосходил его обходительностью <…> муж выдающейся славы в военном деле». По мнению М. Гранта, такие оценки несколько преувеличены, но тем не менее, умалять заслуги Проба нельзя.
Византийский историк VI века Иоанн Малала следующим образом описывает внешность Проба:

«Он был среднего роста, с большим животом и прямыми, коротко остриженными волосами, густой бородой, темной кожей, румяными щеками, хорошими глазами, и был очень образованным»
На скульптурном портрете, хранящемся в Капитолийском музее, изображено мужественное и суровое лицо Проба с нахмуренным лбом, придающим ему страдальческое выражение, что позволяет его сравнить с бюстом Деция Траяна.
Проб продолжил дело Аврелиана по восстановлению империи. Характерной чертой его правления является экономия сил империи. Помимо подавления трёх попыток узурпации без серьёзной борьбы мятеж в Британии был окончен с помощью хитрости, без крупных затрат. Столкновения с Персией, если они имели место, также прошли без какого-либо крупного кровопролития. Если верно предположение, что к моменту своего убийства Проб не намеревался провести дорогостоящую персидскую кампанию, а хотел отразить угрозу на дунайской границе, это ещё один признак того, что его целью было решение только насущных проблем. Оперативная реакция на восстания Прокула, Боноза и Сатурнина демонстрирует, что Проб осознавал необходимость стабилизации империи, устраняя опасности как можно быстрее и эффективнее прежде чем они смогут превратиться в настоящую угрозу. Так произошло в Галлии, когда из-за гражданской войны на востоке империи вторгшиеся германцы получили возможность беспрепятственно наступать вглубь провинций и сеять хаос. Галльскую кампанию можно считать одним из главных успехов Проба, а его строительная деятельность позволила укрепить обороноспособность региона так, что последующие вторжения приносили намного меньше ущерба.
Столкновения в малоазийских провинциях, на восточной границе и в Египте, а также борьба с узурпаторами демонстрируют, что у Проба были надёжные подчинённые, которые позволяли ему лично устранять только те угрозы, которые он считал первостепенными. В источниках обычно не упоминаются имена военачальников, среди которых, однако, были несколько более поздних императоров. Однако возможно, что ближе к концу своего правления император проявил слишком большое доверие к своему окружению, на что указывает мятеж префекта претория Кара и предательство армии. Начатая Аврелианом политика восстановления экономики была продолжена несмотря на некоторые неудачи. Кроме того, наладилась чеканка более качественных монет, хотя инфляция все больше и больше ускорялась. В некоторых регионах, а особенно на своей иллирийской родине, Проб проводил работы по развитию сельского хозяйства, в которые входило расширение виноградарства. Часто путешествуя по различным регионам империи, император имел возможность познакомиться с потребностями местного населения и удовлетворить его желание обратиться к правителю.
Монеты показывают отношение принцепса к своим задумкам и достижениям. Основной упор делался, как и при предыдущих императорах, на согласие в войсках (лат. CONCORDIA MILITVM) и на столь желанное наступление эпохи спокойствия (лат. FELICIA TEMPORA), которую начнёт сам император — реставратор мира (лат. RESTITVTOR ORBIS). Разнообразнейшие портреты Проба на медальонах и монетах свидетельствуют о новом подъёме императорского культа. При более счастливых обстоятельствах, как кажется, Проб смог бы полностью проявить все свои военные таланты. Его правление отмечено тем, что центр государства начал смещаться на Восток: родной город Проба Сирмий стал практически столицей. Очевидно, император успешно подбирал полководцев: Диоклетиан, Максимиан, Констанций Хлор, Афраний Ганнибалиан и многие другие вышли из его школы. За шесть лет правления Проб не только обеспечил безопасность Римской империи, но и сохранил достижения Аврелиана, вложив все силы в продолжение намеченного им курса.

## Комментарии
1. ↑  В данном случае под понятием «мир» подразумевается не весь мир в географическом смысле, а Римская империя.